# Jorge Pereira da Silva
Jorge Pereira da Silva (bekend als Jorginho) (São Paulo, 4 december 1985) is een Braziliaans voormalig voetballer die als aanvaller speelde.

## Carrière
Jorginho begon zijn carrière in 2004 bij Nagoya Grampus Eight en speelde tussen 2005 en 2007 voor Sanfrecce Hiroshima, Tokushima Vortis en FC Gifu. Hij keerde terug naar Brazilië. Jorginho speelde tussen 2008 en 2009 voor EC Bahia, Mixto EC en EC Águia Negra. Jorginho speelde tussen 2014 en 2018 voor Hibernians FC. Met deze club werd hij in 2015 en 2017 kampioen van de Premier League. 